# Equação contábil básica
A Equação Contábil Básica, também conhecida como Equação Fundamental da Contabilidade ou Equação de Balanço, representa a relação entre Ativos, Passivos, e Património/Capital Próprio da companhia. Esta equação pode ser representada da seguinte forma: 
{\displaystyle Ativos=Passivos+Patrimonio} 
{\displaystyle a=l+c}
A= SL+ P ou Ativo é igual a Situação Liquida + o Passivo.
A contabilidade toma emprestado muitos conceitos e ferramentas de outras ciências. No entanto, tem algo que é exclusivamente seu, que é a chamada "equação fundamental da contabilidade". Esta equação é escrita na forma A=P+PL e significa que o total de ativos (A) sempre é igual à soma do total de passivos (P) com o patrimônio líquido (PL). Ela é desdobrada da equação A=P, anterior às teorias que introduziram o conceito de PL como a diferença entre ativos e passivos.